# Caracara montagnard
Phalcoboenus megalopterus
Pour les articles homonymes, voir Caracara.
Espèce
Statut de conservation UICN

 LC  : Préoccupation mineure
Statut CITES
Le Caracara montagnard (Phalcoboenus megalopterus) est une espèce d'oiseaux appartenant à la famille des Falconidae.
Cet oiseau peuple la puna.